# WHL0137-LS
WHL0137-LS, также известная под названием Эарендел (англ. Earendel, «Утренняя звезда» на англосаксонском) — звезда, обнаруженная телескопом Хаббл при помощи гравитационного линзирования скопления галактик WHL0137-LS. Информация о её открытии была опубликована 30 марта 2022 года. По состоянию на август 2022 года является наиболее удалённой от Земли и существовавшей первой из всех известных звёзд. Её красное смещение составляет 6,2 ± 0,1. Свет от звезды был выпущен через 900 млн лет после Большого взрыва и шёл до Земли 12,9 млрд лет. По словам представителей NASA, подтверждение и спектральная классификация звезды ожидается после наблюдений с нового космического телескопа «Джеймс Уэбб». 30 июля 2022 года «Джеймс Уэбб» сделал более детальный снимок звезды.
Звезда получила неофициальное название Эарендел (др.-англ. Earendel, в переводе — «Утренняя звезда» или «Восходящий свет»). Эарендиль — имя полуэльфа вымышленной вселенной легендариума английского писателя Дж. Р. Р. Толкина, упоминаемого, в частности, в книге «Сильмариллион». Персонаж Эарендиля у Толкина на своём корабле, освещаемом магическим Сильмарилем, путешествовал по небу, став самой яркой звездой на небосводе Средиземья. Астроном НАСА Мишелль Таллер подтвердила, что схожесть названия звезды и имени персонажа Толкина является намеренной. Родительская галактика звезды, WHL0137-zD1, получила прозвище «Арка восхода» (англ. Sunrise Arc), так как из-за гравитационного линзирования её свет был искривлён в форме длинного полумесяца.
Звезда является кратной, меньший компонент красный и более холодный.